# Filialkirche Aich/Dob

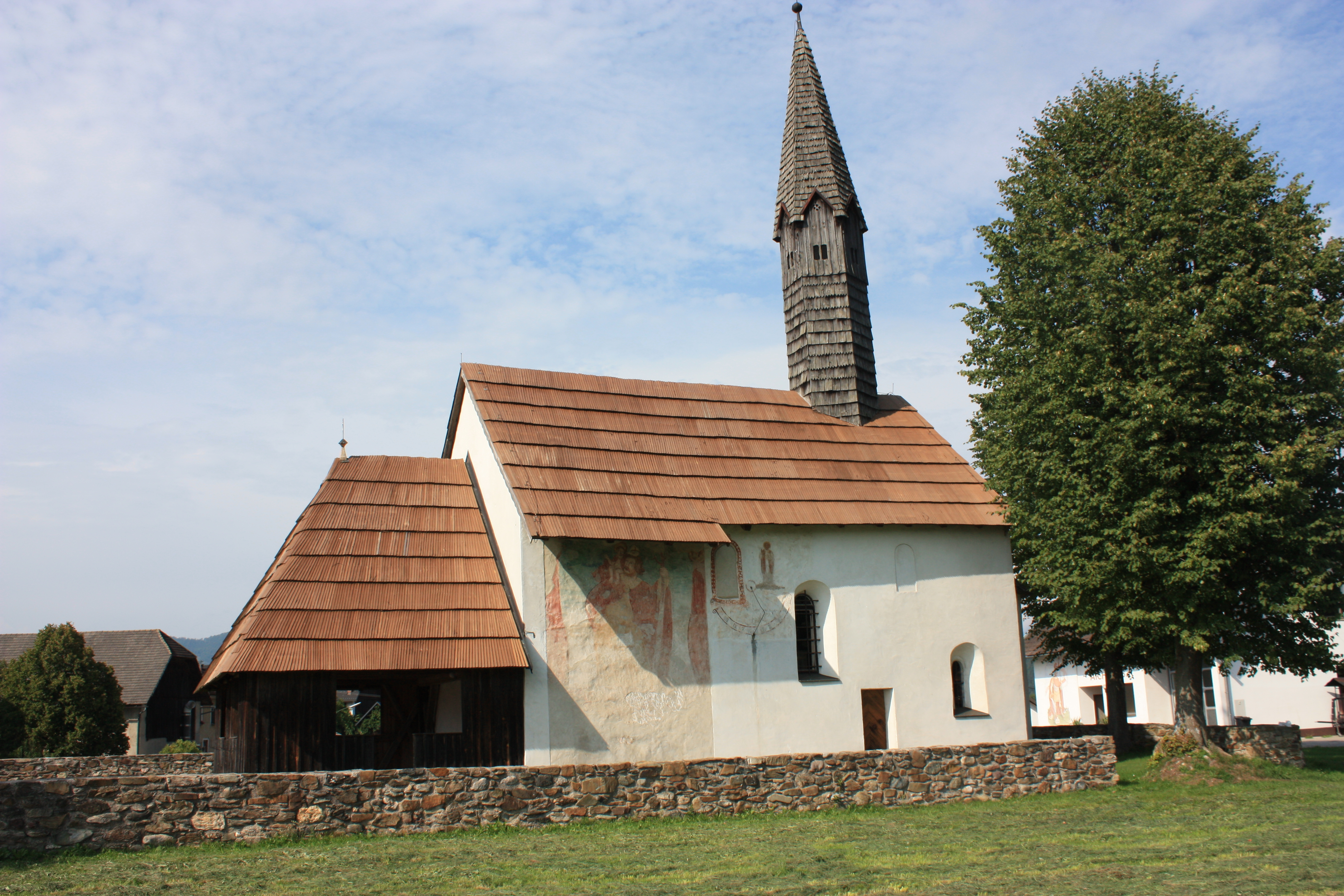
Filialkirche Aich/Dob

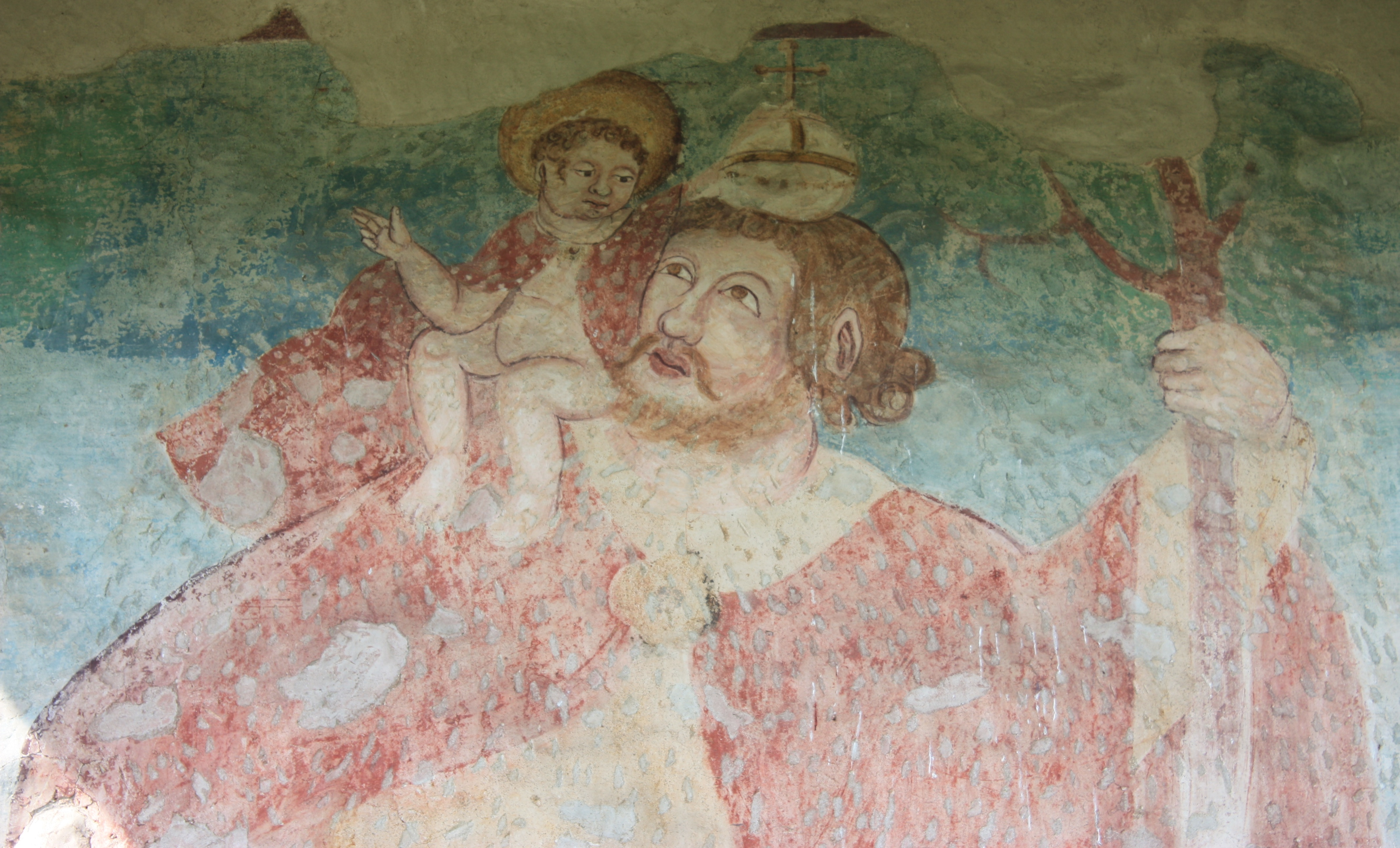
Hl.Christophorus

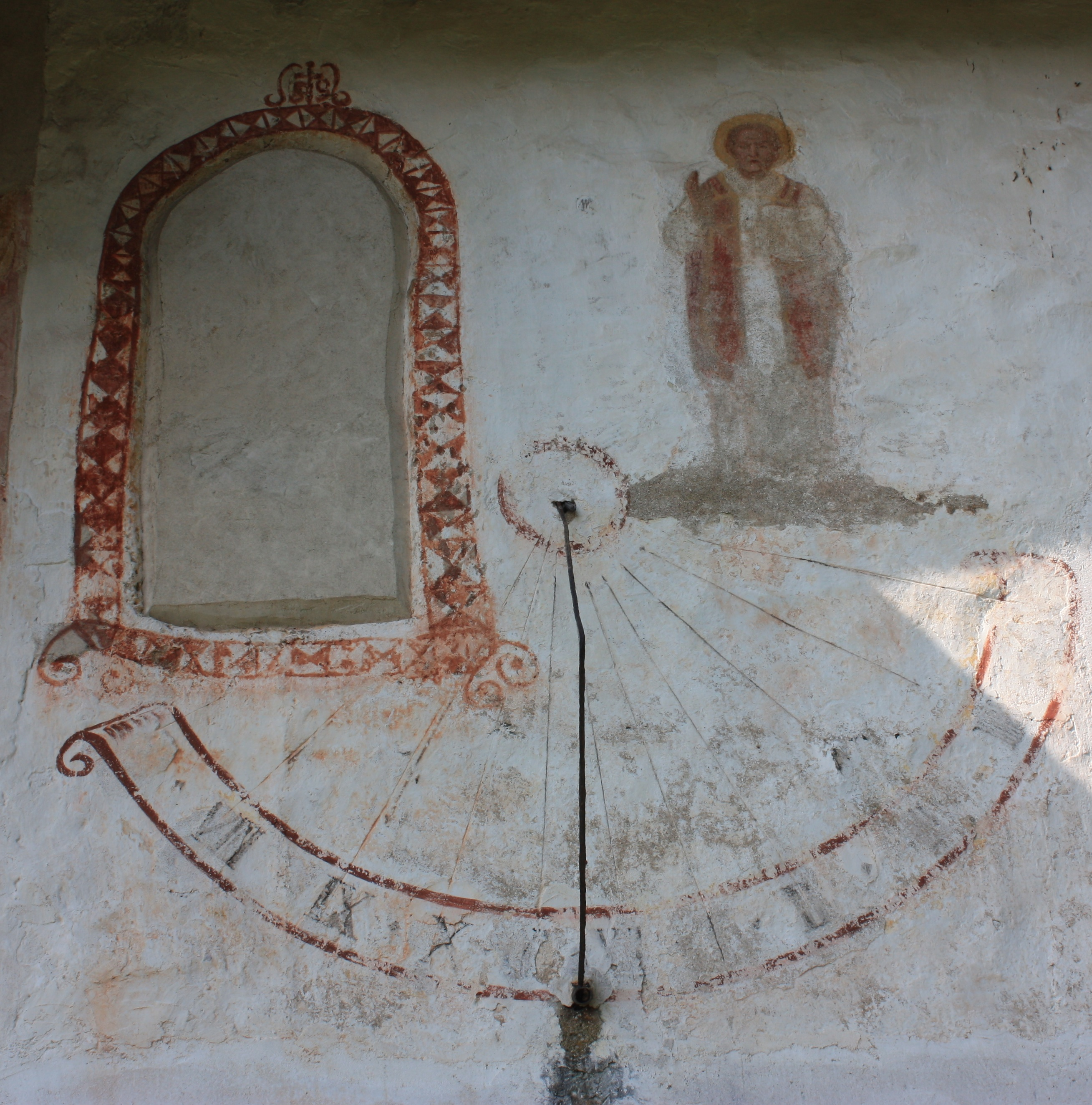
Gemaltes Fenster, Priester und Sonnenuhr

Die römisch-katholische Filialkirche Aich/Dob gehört zur Pfarre Bleiburg und ist dem heiligen Sebastian geweiht. Sie steht am südlichen Ortseingang von Aich/Dob in der Gemeinde Bleiburg.

## Baubeschreibung
Die Kirche stammt im Kern aus dem zwölften Jahrhundert und ist ein kleiner romanischer Saalbau mit eingezogener Rundapsis, Dachreiter, Holzschindeldeckung und westlicher, hölzerner Vorlaube. Die ursprünglich hoch angesetzten Fenster wurden vermauert und im 13. Jahrhundert durch tiefer liegende, größere ersetzt. Die südliche Fassade dominiert ein Christophorusfresko aus dem 16. Jahrhundert. Das Langhaus besitzt eine hölzerne Flachdecke und eine Holzempore mit Schablonenmalerei, die eine Stifterinschrift aus dem Jahre 1593 aufweist. Von 1964 bis 1966 wurden im Gewölbe der Apsis Fresken aus der Mitte des 13. Jahrhunderts freigelegt. Dargestellt ist eine Kreuzigungsgruppe mit Maria und Johannes, flankiert von zwei kleinen knienden Stifterfiguren. Rechts davon isoliert ist eine Märtyrerin zu sehen.

## Ausstattung
Der Hochaltar aus der zweiten Hälfte des 17. Jahrhunderts ist ein Ädikulaaltar. Das Altarblatt zeigt den heiligen Sebastian. Die bei einem Diebstahl abhandengekommenen Statuen wurden durch 1981 geschaffene Figuren ersetzt. Diese sind die Heiligen Clemens, Martin und als Aufsatzstatue der heilige Jakobus. Auch das Antependium vom Anfang des 19. Jahrhunderts zeigt den heiligen Jakobus.
Am linken Seitenaltar mit Säulenretabel aus der zweiten Hälfte des 17. Jahrhunderts wird im Aufsatz ein spätgotisches Gesprenge weiter verwendet. Am Altarblatt wird eine Madonna dargestellt. Auch der heilige Laurentius im Aufsatz wurde 1981 gefertigt.
Der rechte Seitenaltar besitzt ebenfalls ein Säulenretabel und stammt aus derselben Zeit. Das Altarbild zeigt die Kreuzigung, im Aufsatz steht eine Christusfigur.
Die spätgotische Konsolfigur des heiligen Jakobus wurde um 1500 geschaffen, die der Heiligen Sebastian und Hiob in der Mitte des 17. Jahrhunderts. Im 17. Jahrhundert wurde auch das Ölbild der Kreuzigung Christi gemalt. Die Kreuzwegbilder stammen aus der Mitte des 19. Jahrhunderts.